# Kevin Kranz
Kevin Kranz (Fráncfort del Meno, 20 de junio de 1998) es un deportista alemán que compite en atletismo, especialista en las carreras de velocidad.
Ganó una medalla de bronce en el Campeonato Europeo de Atletismo de 2024 y una medalla de plata en el Campeonato Europeo de Atletismo en Pista Cubierta de 2021.

## Palmarés internacional
| Campeonato Europeo                   | Campeonato Europeo | Campeonato Europeo | Campeonato Europeo |
| Año                                  | Lugar              | Medalla            | Prueba             |
| ------------------------------------ | ------------------ | ------------------ | ------------------ |
| 2024                                 | Roma (Italia)      | Medalla de bronce  | 4 × 100 m          |
| Campeonato Europeo en Pista Cubierta |                    |                    |                    |
| Año                                  | Lugar              | Medalla            | Prueba             |
| 2021                                 | Toruń (Polonia)    | Medalla de plata   | 60 m               |